# Lynda Stoner
Lynda Stoner, född 10 september 1953, är en australisk djurrättsaktivist och före detta skådespelare. Hon är bland annat känd för rollen som mördaren Eve Wilder i TV-serien Kvinnofängelset. Under 1980-talet började Stoner att engagera sig i djurrättsfrågor och blev under 2000-talet chef för Animal Liberation NSW (Animal liberation front i New South Wales).

## Kvinnofängelset
I TV-serien Kvinnofängelset spelar Lynda Stoner den hänsynslösa Eve Wilder, som misstänks för att ha mördat sin älskare Robin Sanderson. I fängelset spelar Wilder ut de internerade kvinnorna mot varandra. Därtill förmår hon sin advokat David Adams att förstöra bevis som knyter henne till brottsplatsen. Då Wilder inser att vakten Joyce Pringle (Joy Westmore) har hört hennes samtal med advokaten, slår hon henne medvetslös. Joyce överlever och Wilder förmår då Adams att besöka sjukhuset och döda Joyce. Han klarar dock inte av att göra detta och när han nästa gång besöker Wilder i fängelset, skjuter han sig i huvudet.
Kort efter detta får vakten Joan Ferguson (Maggie Kirkpatrick) lappar med information om utvalda interner. Kvinnornas ledare Lou Kelly (Louise Siversen) kräver att få veta vem tjallaren är och Wilder allierar sig då med Kelly för att ta reda på tjallarens identitet. Wilder spelar emellertid ett farligt dubbelspel; hon ger samtidigt information åt Ferguson. Kellys högra hand, Alice "Lurch" Jenkins (Lois Collinder), råkar höra när Wilder erkänner för Ferguson att hon (Wilder) är tjallaren. Kelly beordrar att Wilder ska straffas. I matsalen placeras Wilder på en stol med en snara om halsen, fäst i taket, och Kelly sliter undan stolen. Wilders döda kropp ses senare i köket.

## Filmografi (urval)
| År        | Titel             | Roll           | Kommentar |
| --------- | ----------------- | -------------- | --------- |
| 1977–1979 | The Young Doctors | Kim Barrington | TV-serie  |
| 1979–1984 | Cop Shop          | Amanda King    | TV-serie  |
| 1985–1986 | Kvinnofängelset   | Eve Wilder     | TV-serie  |
| 2011      | Crawl             | Eileen         | Film      |